# Байдарка (річка)
Байда́р (крим. Baydar, також Байда́рка) — річка в Україні, на Кримському півострові. Ліва притока Чорної річки (басейн Чорного моря).

## Опис
Довжина річки 14 км, похил річки 20  м/км, площа басейну водозбору 62,0 км², найкоротша відстань між витоком і гирлом — 8,51 км, коефіцієнт звивистості річки — 1,65. Річка формується багатьма струмками та загатами.

## Розташування
Бере початок на північній стороні від перевалу Байдарських воріт. Спочатку тече переважно на північний захід через Кизилове, проти села Орлине повертає на північний схід. Далі протікає через Байдарський заказник, Озерне і впадає у Чорну річку.
Населені пункти вздовж берегової смуги: Тилове, Широке.

## Притоки
- Курюка-Су (права), Курукчу-Чокрак (права), Тарамиш-Озен (ліва). Верхня притока Курюка-Су[4] має довжину приблизно 5,63 км і впадає у річку на західній околиці села Орлине. Нижня притока Тарамиш-Озен довжиною приблизно 4,04 км, тече через село Тилове і впадає у річку нижче правої притоки.

## Цікавий факт
- Біля села Орлине річку перетинає автошлях Т 2709.